# Twisty puzzle
Un twisty puzzle o poliedro magico è un rompicapo, solitamente in tre dimensioni, che consiste in un insieme di pezzi che possono cambiare la loro posizione attraverso un gruppo di operazioni, ottenendo così diverse combinazioni. Fisicamente, il cambiamento di posizione avviene attraverso la rotazione (twist) di alcuni pezzi attorno a un punto del poliedro (che può rappresentare uno dei pezzi del puzzle), che si trova di solito al centro di una faccia, di uno spigolo o di un vertice. Spesso i pezzi del puzzle hanno uno o più colori e la posizione risolutiva è rappresentata dalla posizione in cui ogni faccia del poliedro contiene pezzi di un unico colore.
Il più famoso e uno dei primi twisty puzzle ad essere stato inventato è il cubo di Rubik e per questo spesso rientrano impropriamente nella categoria dei twisty puzzle alcuni puzzle rompicapo legati a Ernő Rubik, come il Rubik's Magic e il Rubik's Clock, e più in generale i puzzle legati alla WCA e allo speedcubing.
La maggior parte di poliedri magici in commercio sono solidi platonici.

## Esempi
La seguente lista elencherà i principali twisty puzzle esistenti. Giacché alcuni twisty puzzle possono cambiare la loro forma durante le rotazioni, si prenderà in considerazione la forma del puzzle allo stato risolto.

### Cubi
| Immagine   | Puzzle           | Forma                     |
| ---------- | ---------------- | ------------------------- |
| Cubo 3×3×3 | Cubo di Rubik    | Cubo                      |
| Cubo 4×4×4 | Rubik's Revenge  | Cubo                      |
| Cubo 5×5×5 | Professor's Cube | Cubo                      |
| Cubo 2×2×2 | Pocket Cube      | Cubo                      |
| Cubo 6×6×6 | V-Cube 6         | Cubo                      |
| Cubo 7×7×7 | V-Cube 7         | Cubo con le facce bombate |
|            | Cubo 9×9×9       | Cubo con le facce bombate |
|            | Cubo 11×11×11    | Cubo con le facce bombate |

### Varianti
Molti twisty puzzle sono meccanicamente uguali ai cubi prima elencati ma presentano variazioni nel design (per esempio numeri al posto dei colori o figure da ricomporre in ogni faccia). Alcuni di questi vengono creati occasionalmente a scopo promozionale o pubblicitario. In questa lista verranno elencati i principali puzzle che presentano variazioni non irrilevanti nel processo di risoluzione.
| Immagine        | Puzzle           | Forma                     |
| --------------- | ---------------- | ------------------------- |
|                 | Junior Cube      | Cubo                      |
| Cubo calendario | Cubo calendario  | Cubo                      |
| Sudoku Cube     | Sudokube         | Cubo                      |
|                 | Maze Cube        | Cubo                      |
|                 | V-Cube 7 Dazzler | Cubo con le facce bombate |

### Cubi di varia forma
| Immagine         | Puzzle           | Forma                               |
| ---------------- | ---------------- | ----------------------------------- |
| Skewb            | Skewb            | Cubo                                |
|                  | Master Skewb     | Cubo                                |
|                  | Bandaged Cube    | Cubo                                |
| Square One       | Square One       | Cubo                                |
| Super Square One | Super Square One | Cubo                                |
|                  | Dino Cube        | Cubo                                |
|                  | Lattice Cube     | Cubo                                |
| Fisher Cube      | Fisher Cube      | Cubo                                |
|                  | Windmill Cube    | Cubo                                |
|                  | Helicopter Cube  | Cubo                                |
| Mirror Cube      | Mirror Cube      | Cubo                                |
| Void Cube        | Void Cube        | Prima fase della spugna di Menger   |
|                  | Cubo siamese     | Almeno due cubi con parti in comune |
|                  | Fused Cube       | Almeno due cubi con parti in comune |
|                  | Cubo 3×3×5       | Cuboide                             |
|                  | Cubo 3×3×7       | Cuboide                             |
|                  | Crazy 4×4×4 I    | Cubo                                |
|                  | Crazy 4×4×4 II   | Cubo                                |

### Parallelepipedi
| Immagine | Puzzle            | Forma                               |
| -------- | ----------------- | ----------------------------------- |
|          | 2×2×1             | Parallelepipedo rettangolo          |
|          | Floppy Cube       | Parallelepipedo rettangolo          |
|          | Super Floppy Cube | Parallelepipedo rettangolo          |
|          | Mental Block      | Parallelepipedo rettangolo          |
|          | Slim Tower        | Parallelepipedo rettangolo          |
|          | Rubik's Tower     | Parallelepipedo rettangolo(cuboide) |
|          | 3x3x2             | Parallelepipedo rettangolo          |
|          | Domino Cube       | Parallelepipedo rettangolo          |
|          | Crazy 3×3×2       | Parallelepipedo rettangolo          |
|          | 3×3×4             | Parallelepipedo rettangolo(cuboide) |
|          | 3×3×5             | Parallelepipedo rettangolo(cuboide) |

### Tetraedri
| Immagine      | Puzzle                    | Forma                                      |
| ------------- | ------------------------- | ------------------------------------------ |
| Pyraminx      | Pyraminx                  | Tetraedro                                  |
|               | Master Pyraminx           | Tetraedro                                  |
|               | Bandaged Pyraminx         | Tetraedro                                  |
|               | Jing's Pyraminx           | Tetraedro di Reuleaux                      |
| Pyramorphix   | Pyramorphix               | Tetraedro                                  |
| Mastermorphix | Mastermorphix             | Tetraedro di Reuleaux                      |
|               | Pillowed Mastermorphix II | Tetraedro di Reuleaux con vertici troncati |
|               | Halpern-Meier Pyramid     | Tetraedro                                  |
|               | BrainTwist                | Simile a un tetraedro                      |

### Ottaedri
| Immagine      | Puzzle                    | Forma    |
| ------------- | ------------------------- | -------- |
| Skewb Diamond | Skewb Diamond             | Ottaedro |
|               | Face Turning Octahedron   | Ottaedro |
|               | Corner Turning Octahedron | Ottaedro |
|               | Ottaedro di Trajber       | Ottaedro |

### Dodecaedri
| Immagine         | Puzzle           | Forma                                         |
| ---------------- | ---------------- | --------------------------------------------- |
| Flowerminx       | Kilominx         | Dodecaedro                                    |
| Megaminx         | Megaminx         | Dodecaedro                                    |
| Void Megaminx    | Holey Megaminx   | Prima fase della spugna di Menger, dodecaedro |
| Gigaminx         | Gigaminx         | Dodecaedro                                    |
| Teraminx         | Teraminx         | Dodecaedro                                    |
| Petaminx         | Petaminx         | Dodecaedro                                    |
| Pyraminx Crystal | Pyraminx Crystal | Dodecaedro                                    |
| Skewb Ultimate   | Skewb Ultimate   | Dodecaedro                                    |
| Alexander's Star | Alexander's Star | Grande dodecaedro                             |
|                  | Diamond          | Dodecaedro rombico                            |

### Icosaedri
| Immagine | Puzzle    | Forma     |
| -------- | --------- | --------- |
| Dogic    | Dogic     | Icosaedro |
|          | Icosaminx | Icosaedro |

### Sfere
| Immagine    | Puzzle           | Forma |
| ----------- | ---------------- | ----- |
| Impossiball | Impossiball      | Sfera |
| Impossiball | Magic Ball       | Sfera |
|             | Marusenko Sphere | Sfera |
|             | MasterBall       | Sfera |

### Altre forme
| Immagine  | Puzzle                    | Forma |
| --------- | ------------------------- | --- |
|           | Evil Twin                 | Cubo o Parallelepipedo rettangolo                                                                          |
|           | Extended Cube             | Cubo con facce estese                                                                                      |
|           | Octagon Barrel            | Prisma ottagonale retto                                                                                    |
|           | Diamond Cube              | Rombicubottaedro                                                                                           |
|           | Painting Mask             | Rombicubottaedro                                                                                           |
|           | Cubottaedro               | Cubottaedro                                                                                                |
|           | Rainbow Cube              | Cubottaedro                                                                                                |
|           | Super Square One Star     | Prisma con base a stella a sei punte                                                                       |
|           | Super Square One Cylinder | Prisma dodecagonale                                                                                        |
|           | Super Square One Triangle | Prisma con base simile a un triangolo di Reuleaux                                                          |
| Tetraminx | Tetraminx                 | Tetraedro con vertici troncati                                                                             |
|           | Platypus                  | Simile a un ottaedro troncato esteso in quattro facce con prismiretti a base approssimativamente esagonale |
|           | Puck                      | Cilindro                                                                                                   |
|           | Rubik's UFO               | Simile a un cilindro esteso con due semisfere al centro delle basi                                         |

### Rompicapi non in tre dimensioni
| Immagine | Puzzle        | Forma      |
| -------- | ------------- | ---------- |
|          | 2D Magic Cube | Quadrato   |
|          | 4D Magic Cube | Tesseratto |
|          | 5D Magic Cube | Penteratto |

### Twisty puzzleimpropri
| Immagine   | Puzzle               |
| ---------- | -------------------- |
| Magic      | Rubik's Magic        |
|            | Rubik's Master Magic |
| Clock      | Rubik's Clock        |
| Snake      | Rubik's Snake        |
|            | Rubik's Triamid      |
| Revolution | Rubik's Revolution   |
|            | Rubik's Touch        |
| 360        | Rubik's 360          |
|            | Missing Link         |
|            | Cubedron             |